# Янгандо
Янгандо (кор. 량강도/양강도?, 兩江道?, также Рянган, Рянгандо) — провинция в КНДР с административным центром в городе Хесан. Была сформирована в 1954 путём отделения от провинции Хамгён-Намдо.

## География
На севере граничит с Китаем, на востоке — с провинцией Хамгён-Пукто, на юге — с Хамгён-Намдо, на западе — с Чагандо.

## Административное деление
Янгандо поделена на 2 города провинциального подчинения («си») и 10 уездов («кун»).

### Города
- Хесан (혜산시, 惠山市)
- Самджиён (삼지연시, 三池淵市)

### Уезды
- Капсан (갑산군, 甲山郡)
- Кимченсук (김정숙군, 金貞淑郡)
- Кимхёнгвон (김형권군, 金亨權郡)
- Кимхёнджик (김형직군, 金亨稷郡)
- Пэгам (백암군, 白岩郡)
- Почхон (보천군, 普天郡)
- Пхунсо (풍서군, 豊西郡)
- Самсу (삼수군, 三水郡)
- Тэхондан (대홍단군, 大紅湍郡)
- Унхын (운흥군, 雲興郡)